# Lu Xun (Trois Royaumes)
Pour les articles homonymes, voir Lu Xun.
Lu Xun ou Lu Yi (183—245) est stratège et tacticien du royaume du Wu durant la période des Trois Royaumes (220-280), marié à la fille de Sun Ce prénommée Sunshi. Il est le père de Lu Kang.
Il faisait souvent équipe avec Zhou Yu ou Lu Meng ou encore Zhu Ran.
Son service distingué et son intelligence lui valurent d'être promu par Sun Quan en 203. En coopérant avec Lu Meng, il parvint à vaincre Guan Yu et à reprendre la Province de Jing.
Il servit aussi en tant que Commandant en Chef à la bataille de Yiling ; il remporta une grande victoire en ordonnant à Zhu Ran de mettre le feu au camp du Shu.

## Origine et jeunesse
Lu Xun nommé Yi appartient au clan Lu, un clan important dans le comté de Wu (actuelle Suzhou, dans la province du Jiangsu). Très jeune, il devint orphelin à la mort de ses parents et fut élevé par son grand oncle Lu Kang, administrateur du comté de Lujiang.  En 194, Yuan Shu, un seigneur puissant basé à Shoushun décide d'affermir sa position plus au sud. En prévision d'une attaque, Lu Xun est envoyé dans le comté du Wu où il est élevé par les fils de Lu Kang.

## Service sous Sun Quan
Dans les années 200 de notre ère, il entre au service de Sun Quan, jeune dirigeant ayant hérité du territoire (JiangDong), de son frère ainé Sun Ce, mort assassiné en 200. Il officie en tant qu'officiel mineur, puis comme commandant des colonies militaires du nord de la baie d'Hangzhou. Il défait notamment le rebelle Pan Lin et réforme l'agriculture ce qui l'encourage dans la région. Il soumet également de nombreuses tribus Shanyue qu'il attire de par son bon gouvernement, ou les soumet par la force. Ces derniers sont souvent incités à la révolte par Cao Cao, puissant seigneur des plaines centrales, qui a pour but de déstabiliser la région et l'État de Sun Quan. Pour ces faits, il est commissionné au titre de "Colonel qui établit la puissance".
En 216, il accompagne le général vétéran, He Qi dans une campagne à Poyang et Yuzhang. Il est ensuite stationné à proximité de Yang Tse, proche de Jianye, la capitale de Sun Quan. Il épouse également Sun Shi, la fille de Sun Ce. Cela renforçant de fait son statut. Dans sa province, il encourage le peuplement par une politique d'expansion et de pacification sur les peuples "non chinois" et soumet le renégat Fei Zhan.

### Son rôle dans la conquête de la province de Jing
Lu Meng, grand commandant des forces du Wu basé à Lukou , souhaite conquérir la province de Jing, province qui échappa au Wu à la mort de Zhou Yu. La province est gardée par Guan Yu, un général vétéran de Liu Bei. Lu Meng, en accord avec Sun Quan, projette en secret une invasion de la province. Feignant la maladie, Lu Meng est rappelé à la capitale et nomme pour lui succéder Lu Xun, qui, mis au secret, envoie plusieurs lettres à Guan Yu pour que ce dernier baisse sa garde. Le susnommé voulait ouvrir un nouveau front contre Cao Cao, qui déjà en guerre contre Liu Bei à l'est se lance dans une attaque contre le Wei, par le sud. Profitant de ce mouvement, Lu Meng attaque Guan Yu, et Lu Xun attaque la province et défait les quelques forces restées pour défendre cette dernière. Pour son rôle et sa participation, il est fait général et bénéficie d'un pouvoir militaire étendu dans la province de Jing conquise.

### Victorieux à la bataille de Yiling
En 221, Liu Bei entre en guerre contre Sun Quan. Selon le roman des Trois royaumes pour venger la mort de Guan Yu, mais surtout pour récupérer la province de Jing. Lu Xun est alors promu au poste de grand commandant des armées du Wu. Adoptant une politique défensive à Yiling, il est harcelé par les officiels qui jalousent sa réussite et ses généraux, qui souhaiteraient une contrattaque, ce à quoi ce dernier se refuse. Il use alors du terrain et du climat à son avantage. En effet les troupes de Liu Bei passent tous le printemps et l'été stationnées. Souffrant de chaleur, et d'une ligne de ravitaillement lente due à l'éloignement, Liu Bei repositionne ses campements près du Yangtse. Lu Xun ayant calculé et attendant ce moment, passe à l'action et détruit ces campements, usant notamment du feu avec une flotte de guerre en soutien commandée par Zhu Ran. Les troupes de Liu Bei, qui lui-même évite de peu la capture, sont presque annihilées et laisse quantité d'équipements sur place.

## Principal conseiller de Sun Quan, Chancelier Impérial du Wu et mort
Après la bataille de Yiling et l'alliance Wu/Shu restaurée, Lu Xun jouit d'un prestige immense et contrôle de facto la province de Jing pour le compte de Sun Quan. Il devient de plus le conseiller personnel de ce dernier, le conseillant sur sa gouvernance et donnant son aval pour des campagnes militaires. Il s'oppose notamment à la campagne de découverte de l'île  de Taiwan. En 229, quand Sun Quan assume le titre d’Empereur du Wu, Lu Xun devint grand tuteur de l'héritier présomptif, Sun Deng . En 244, âgé de 60 ans, suivant la mort de Gu Yong, il devient chancelier impérial. Dans les dernières années de sa vie, il est pris dans la tourmente de la succession, comme beaucoup d'officiels du Wu. En effet, Sun Deng est mort, et deux autres fils de Sun Quan, Sun He et Sun Ba se querellent pour la succession. Lu Xun supporte Sun He, et est pour cela durement réprimé par Sun Quan, qui l’exile. Il meurt peu de temps après, en 245, de ressentiments .

### Descendance
Lu Xun épousa Dame Sun ou Sun Shi qui lui donna deux fils :
- Un fils mort en bas âge.
- Lu Kang (226-274) général et stratège du Wu.